# Cassi Longí (filòsof)
Cassi Longí (llatí: Cassius Longinus; grec antic: Κάσσιος Λογγῖνος) (213-273) va ser un destacat filòsof grec del segle iii. El seu nom original era Dionís (grec antic: Διονύσιος), però era probablement client d'algun Cassi Longí de qui ell o un avantpassat seu havia obtengut la ciutadania romana.
Va néixer probablement a Emesa, o potser a Palmira, i la seva mare era siriana, encara que també és possible que hagués nascut a Atenes. Segons es diu a Suides el seu oncle Frontó d'Emisa va ensenyar retòrica a Atenes i a la seva mort el seu nebot el va substituir. Sembla que va ser el seu oncle qui es va preocupar de donar-li una acurada educació, i el va anomenar hereu. Va viatjar a diversos països, de petit amb els seus pares, i més endavant tot sol, i va conèixer els que en aquella època tenien gran reputació com a filòsofs, entre ells Ammoni Sacas, Orígenes, Plotí i Amèlios. Dels dos primers, Longí en va ser deixeble. Després va tornar a Atenes on es va dedicar a l'ensenyament de la filosofia, sobretot de les obres de Plató. Va tenir com a deixebles a alguns personatges destacats i especialment Porfiri, de nom original Malcos o Malchos que Longí va convertir en Πορφύρεος, és a dir, rei, o persona vestida de púrpura. A Atenes va dedicar-se sobretot a l'ensenyament, i no va dedicar quasi temps a escriure. Feia classes sobre filosofia, crítica literària, retòrica i gramàtica, i la seva cultura i coneixements eren tan grans, que Eunapi l'anomena "biblioteca viva" i "museu que camina". Però sobretot era admirat per la seva capacitat crítica, i l'expressió κατὰ Λογγῖνον κρίνειν es va convertir en sinònim de "jutjar o opinar correctament".
Després de passar una gran part de la seva vida a Atenes, va anar a Emesa, potser per veure els seus amics o a arranjar algun plet familiar. Allà va conèixer la reina Zenòbia de Palmira que era una dona de gran talent i amant de les arts i la literatura, i el va nomenar el seu professor de literatura grega. Quan Odenat, el marit de Zenòbia, va morir, i ella es va fer càrrec de l'imperi, va utilitzar els consells de Longí, i com que el filòsof era un amant de la llibertat li va aconsellar que es desfés del jou romà. Quan l'emperador Luci Domici Aurelià va conquerir Palmira el va fer executar pel consell que havia donat a la reina, l'any 273. Zenòbia, després d'haver caigut en mans dels romans, havia donat tota la culpa als seus assessors, especialment a Cassi Longí, que va anar cap a la seva execució amb gran dignitat.

## Obres
La seva obra principal va ser Περἰ ὕφους (llatí De Sublimitate) que es conserva en gran part. Aquesta obra supera en qualitat oratòria tot el que s'havia escrit des del temps dels oradors clàssics grecs. Ell, igual que Ciceró amb el llatí, no només sabia cóm ensenyar retòrica, sinó que amb el seus exemples demostra la seva capacitat d'eloqüència. Parlava siríac i llatí, a més de grec.
Consten diverses obres seves però són parts de l'obra principal. La resta de les seves obres s'han perdut. La llista d'obres perdudes és la següent: 
- 1.	Οἱ Φιλόλογοι. Una obra molt extensa, de 21 llibres. Contenia comentaris crítics sobre diversos temes.
- 2.	Περὶ τοῦ κατὰ Μειδίου, sobre el discurs de Demòstenes contra Míddies
- 3.	 Ἀπορήματα Ὁμηρικά
- 4.	 Εἰ φιλόσοφος Ὅμηρος
- 5.	 Προβλήματα Ὁμήρου καὶ λύσεις, en dos llibres.
- 6.	 Τίνα παρὰ τὰς ἱστορίας οἱ λραμματικοὶ ὡς ἱστορικὰ ἐξηγοῦνται
- 7.	 Περὶ τῶν παῤ Ὁμήρῳ πολλὰ σημαινουσῶν λέξεων
- 8.	 Ἀττικῶν λέξεων ἐκδόσεις, en forma de diccionari.
- 9.	 Λέξεις Ἀντιμάχου καὶ Ἡρακλέωνος
- 10.	 Περὶ ἐθνικῶν
- 11.	 Σχόλια εἰς τὸ τοῦ Ἡφαιστίωνος ἐγχειρίδιον
- 12.	 Περὶ συνθέσεως λόγων
- 13.	 Τέχνη ρητορική, un manual de retòrica.
- 14.	 Εἰς τὴν ῥητορικὴν Ἑρμογένους
- 15.	 Comentari del Proemium del Timeu de Plató
- 16.	 Comentari del Fedó de Plató
- 17.	 Περὶ ἀρχῶν, sobre els principis de les coses.
- 18.	 Περὶ τέλους, o De finibus bonorum et malorum
- 19.	 Περὶ ὁρμῆς, sobre l'instint natural.
- 20.	 ?επιοστολὴ πρὸς τὸν Ἀμέλιον, sobre la filosofia de Plotí.
- 21.	 Περὶ τῆς κατὰ Πλάτωνα δικαιοσύνης
- 22.	 Περὶ τῶν ἰδεῶν. Longí va escriure dues obres amb aquest títol, una contra Porfiri i l'altra contra Plotí.
- 23.	 Περὶ φυχῆς
- 24.	 Ὀδαίναθος. Sembla que va ser l'últim llibre de Longí. Era un elogi d'Odenat, el marit de Zenòbia.[1]